# Stazione di Rheineck
La stazione di Rheineck (in tedesco Bahnhof Rheineck) è una stazione ferroviaria nel comune svizzero di Rheineck sulla linea Coira-Rorschach e sulla linea Rheineck-Walzenhausen, di cui è un capolinea.

## Storia
La stazione fu attivata il 25 agosto 1857, in occasione dell'apertura della tratta Rorschach-Rheineck della ferrovia Coira-Rorschach.

## Strutture e impianti

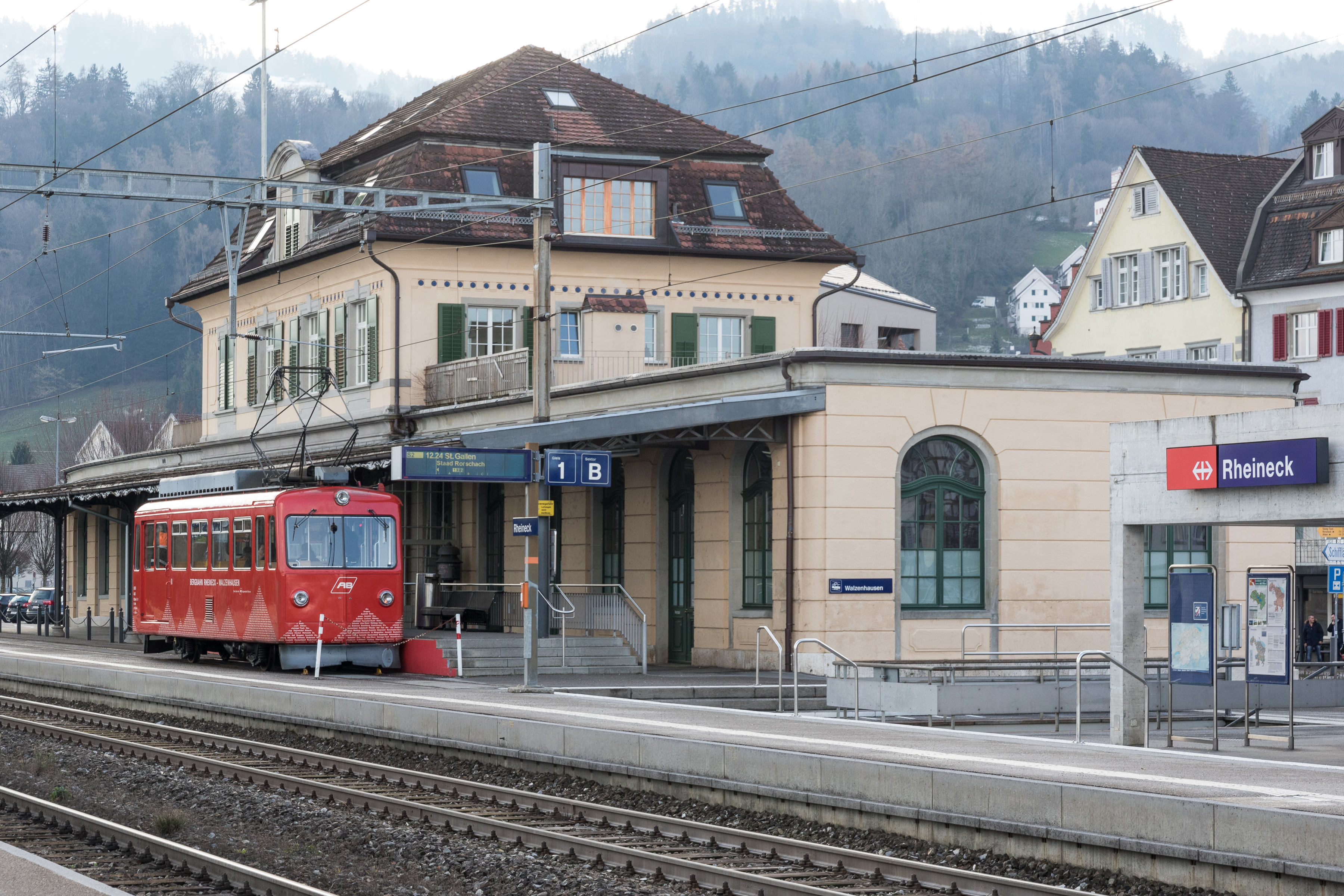
La stazione nel 2018. Al binario 1 è visibile l'elettromotrice BDeh 1/2 1 utilizzata dal 1958 al 2026 sulla linea Rheineck - Walzenhausen.

La stazione dispone di 3 binari dotati di marciapiede per il servizio passeggeri, di cui due passanti per la linea principale, collegati da un sottopassaggio pedonale, ed un terzo da cui parte la linea Rheineck-Walzenhausen. È dotata di un fabbricato viaggiatori a due piani.

## Movimento
La stazione è servita da treni sulle relazioni S2 e S4 della rete celere di San Gallo con cadenza semioraria tra Wattwil e Altstätten via San Gallo e con cadenza oraria per Rapperswil, Sargans e Nesslau-Neu St. Johann, sulla relazione S5 con cadenza oraria tra Weinfelden e Sankt Margrethen e sulla relazione S26 con cadenza oraria per Walzenhausen.

## Servizi

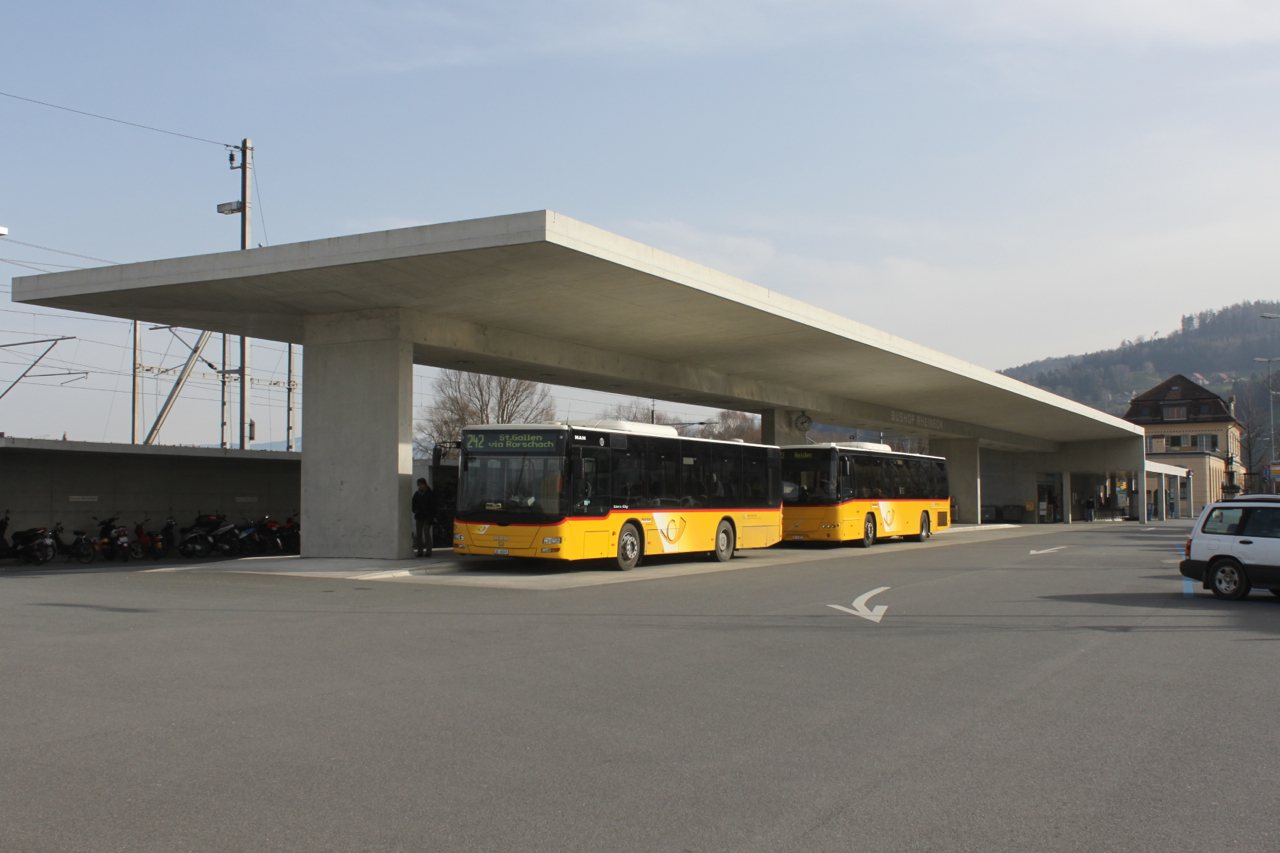
Stazione dei bus di Rheineck (2014).

- Sala d'attesa
- Servizi igienici[6]
- Deposito bagagli automatico[6]

## Interscambi
- Fermata autobus[7]
- Fermata traghetto (Rheineck), l'imbarcadero è collegato alla stazione da un sottopassaggio pedonale sotto l'autostrada A1